# Jednotka 731

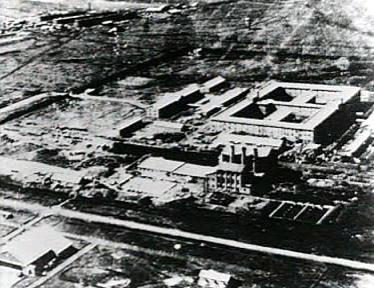
Jádro komplexu jednotky 731 v Pching-fangu, předměstí Charbinu (ve čtvercové budově byly vězeňské cely pro oběti pokusů)

Jednotka 731 (japonsky 731部隊, Nana-san-iči butai) byl krycí název pro jednotku biologického a chemického výzkumu Japonské císařské armády během 2. čínsko-japonské války (1937–1945) a 2. světové války. Jednotka s hlavním sídlem v Pching-fangu, jednom z okresů Charbinu, největšího města japonského loutkového státu Mandžukuo (nyní severovýchodní Čína), se svými zrůdnými pokusy na živých lidech podílela na nejhorších japonských válečných zločinech. Předmětem pokusů této jednotky bylo nejméně 3000 mužů, žen a dětí – zhruba 600 bylo každým rokem dodáno vojenskou policií Kempeitai – z nichž nezůstal nikdo naživu. Tento údaj nezahrnuje oběti z ostatních vojenských výzkumných zařízení jako např. Jednotka 100.
Jednotka až do konce války v roce 1945 od japonské vlády dostávala velkorysou podporu. Po válce, místo toho, aby byli výzkumníci jednotky souzeni za válečné zločiny (Tokijský proces), dostali ze strany USA imunitu výměnou za údaje získané pokusy na lidech. (Pouze někteří japonští zločinci byli zadrženi sovětskými silami a souzeni v chabarovském procesu v roce 1949. Sovětské a čínské údaje o existenci a obětech této jednotky však byly na Západě z velké části ignorovány nebo zavrhovány jako komunistická propaganda.) Informace a zkušenosti získané v oblasti biologických zbraní byly posléze použity do amerického programu vývoje biologických zbraní.
Informace o existenci a zločinech této jednotky se do japonského i světového povědomí dostaly kvůli poválečnému americkému utajení a popírání ze strany japonských úřadů s velkým zpožděním; veřejně se o tom všem začalo mluvit, připomínat a soudně projednávat až v polovině 90. let 20. století.

## Zřízení jednotky
Oficiální název byl „Oddělení Kuantungské armády pro prevenci epidemií a čištění vody“ (Kantógun bóeki kjúsui-bu honbu). Původně byla zřízena na základě vojenské policie císařského Japonska (Kempeitai). Až do konce války ji velel důstojník Kuantungské armády, generál Širó Išii. Samotné zařízení bylo vybudováno v letech 1934 až 1939 a název „jednotka 731“ oficiálně přijalo v roce 1941.

## Pokusy a oběti
V rámci zvláštní utajené operace na území okupované severovýchodní Číny byly osoby, označované cynicky a zároveň i šifrovaně jako maruta (丸太 – „kláda, poleno“), vybírány pro „studijní účely“ tak, aby skupina zahrnovala co nejširší spektrum populace včetně dětí a těhotných žen. Po zajetí a uvěznění v přísně hlídaném a opevněném objektu, z nějž se nedalo utéci, byly tyto „klády“ systematicky podrobovány zrůdným, nelidským pokusům, které vědecký personál podrobně zaznamenával a dále zpracovával, přičemž dokonce o některých těchto pokusech vyšly články v oficiálních vědeckých žurnálech – kde ovšem byly lidské oběti vydávány za zvířata, „mandžuské opice“.
Pokusy zahrnovaly například: 
- nakažení různými infekčními chorobami (včetně pohlavních, typicky syfilitidou);
- vivisekce (bez jakéhokoliv umrtvení), aby se studovaly reakce tkání, možné maligní změny vnitřních orgánů po nákaze nemocemi, popř. se mohly amputované končetiny transplantovat na jiné místo těla či získat „čerstvý materiál“ (třeba mozek);
- některým byly mraženy končetiny a následně rozmrazovány, aby vědci-mučitelé mohli studovat proces neléčené sněti a hnití anebo se nechávaly oběti postupně umírat na podchlazení; naopak jiné oběti byly vystaveny velkému teplu a žízni, takže se doslova vypotily a vysušily k smrti;
- lidé také byli přivazováni ke kůlům a používáni jako cíle pro testování biologických, chemických a výbušných bomb, páleni plamenomety, tráveni jedy, plynováni či hubeni v tlakové komoře;
- vpichování vzduchu či fosgenu anebo infuze zvířecí krve do tělního oběhu;
- časté bylo rovněž sexuální zneužívání, především vězeňkyň – pokud otěhotněly, jejich novorozeňata byla pak rovněž využita na pokusy – přičemž vězni byli také nuceni znásilňovat se navzájem.

Až na výjimky obvykle nikdo takové zacházení nepřežil déle než jeden měsíc. 

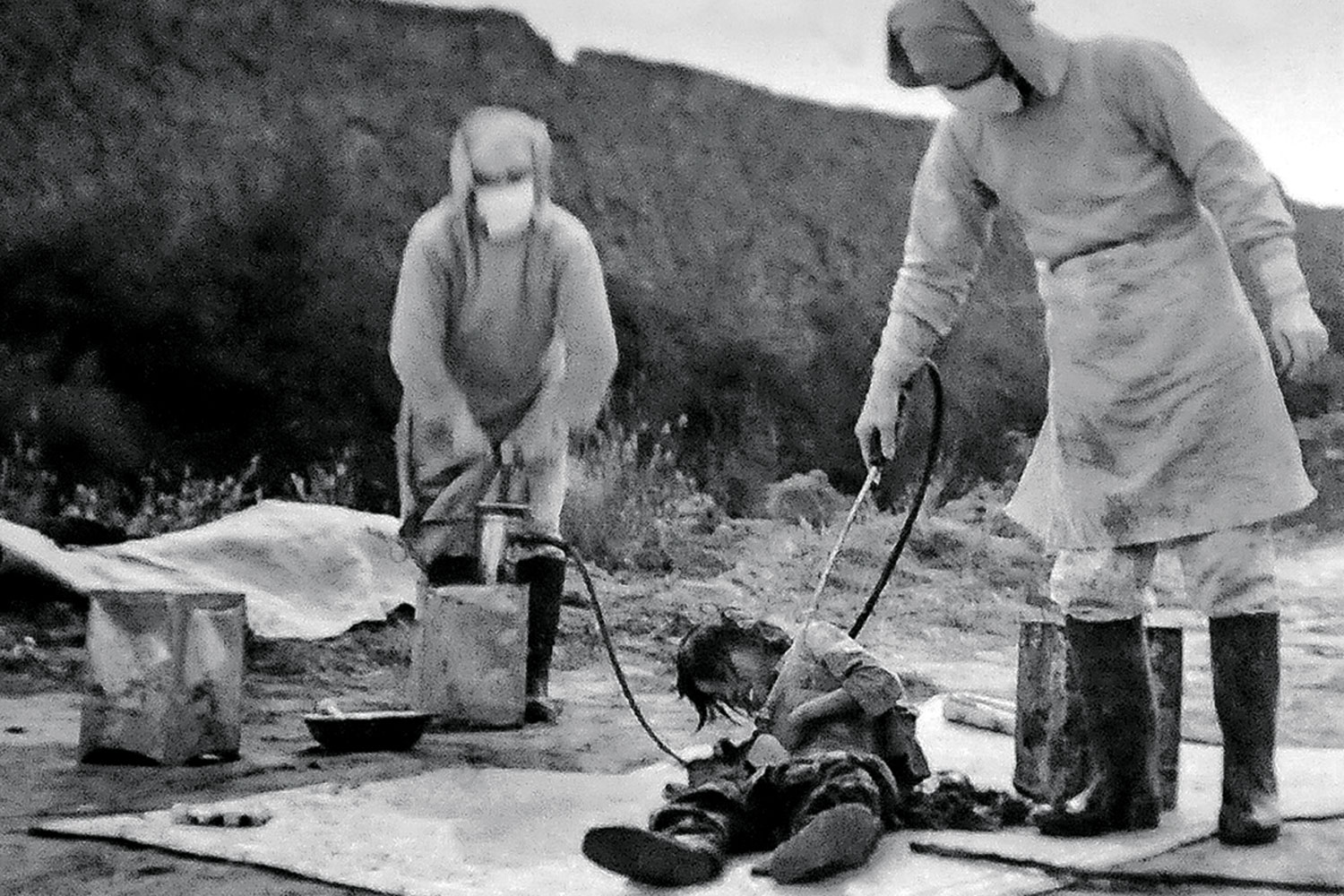
Infikování nic netušících čínských civilistů smrtelnými bakteriemi bylo členy Jednotky 731 maskováno jako pravý opak, totiž zdravotní prevence

Kromě pokusů v samotném sídle jednotky se tajně prováděly též pokusy vně areálu, přímo mezi civilní populací. Vědci z Jednotky 731 např. systematicky vypouštěli do okolí blechy nakažené morem nebo je nechávali rozprašovat z letadel nad městy. Bakteriemi způsobujícími břišní tyfus či paratyfus byly otravovány zdroje vody. Odhaduje se, že všechny tyto aktivity zapříčinily smrt asi 400–580 000 čínských civilistů.
Japonští veteráni jednotky 731 potvrdili, že většina obětí, na kterých experimentovali, byli Číňané, Korejci a Mongolové. Téměř 70 % obětí, které v Pching-fangu zemřely, byli Číňané, ať už civilisté nebo vojáci. Kolem 30 % obětí bylo ze SSSR. Další oběti tvořili obyvatelé kolonií Japonského impéria (Jihovýchodní Asie a Tichomořské ostrovy) a malý počet válečných zajatců z řad Spojenců.

## Zahlazování stop
S blížící se hrozbou útoku Rudé armády proti Japonsku (Mandžuská útočná operace) přišel z nejvyšších míst počátkem srpna 1945 rozkaz zničit celé doposud přísně utajené zařízení v Pching-fangu a zahladit všechny stopy. To znamenalo, že japonští členové Jednotky 731 pozabíjeli (zplynovali) stovky zbývajících „klád“, pak postříleli i pomocníky z řad místních, těla spálili v pecích a vyhodili do vzduchu naprostou většinu budov rozkládajících se na čtyřech km². Velitel Iši nařídil všem svým podřízeným zmizet, evidenci o výzkumech, resp. zločinech schovat a o všem mlčet až do smrti (v případě zadržení pak raději spáchat sebevraždu než něco vyzradit).
Už v září se však někteří vysoce postavení výzkumníci z jednotky, např. Rjóiči Naito (třetí v hierarchii velení), dostali do amerického zajetí. Spojené státy udělily všem zločincům z jednotky utajeně amnestii, zaručily vědcům beztrestnost výměnou za jejich poznatky z výzkumu. Vrchní velitel spojeneckých sil Douglas MacArthur napsal 6. května 1947 do Washingtonu, že „další informace, možná některé výroky velitele Išiho, lze pravděpodobně získat informováním angažovaných Japonců tím, že informace budou zachovány uvnitř zpravodajských kanálů a nebudou použity jako důkazy „válečných zločinů“.“ Američané na zajatce použili nátlak, vyhrožovali jim, že v případě přetrvávající neochoty spolupracovat budou vydáni Rusům – to, spolu se slibem beztrestnosti, nakonec přimělo Japonce své archivy předat a o všem dále pomlčet. Vojenské a vědecké kruhy USA měly mimořádný zájem na tom, aby ohromné sumy japonských experimentálních dat mohly využít pro svůj vlastní rozvoj prostředků biologické války i obrany proti ní a zároveň se velmi snažily, aby se tyto informace nedostaly k nikomu jinému, zejména ne do rukou Sovětů.

## Poválečné kariéry členů jednotky
Po válce mnoho ze zajatých členů jednotky pokračovalo v prominentních kariérách v politice (na ministerstvu zdravotnictví), akademickém světě i obchodě. Někteří členové jednotky 731 se stali součástí japonského zdravotnického establishmentu. Například velitel Širo Išii se přestěhoval do amerického státu Maryland a pracoval na výzkumu biologických zbraní v USA. Dr. Masadži Kitano, zástupce a pravá ruka velitele Išiho, vedl po válce největší japonskou farmaceutickou společnost Green Cross (dnes Mitsubishi Pharma Corp.), kterou založil jiný jeho kolega z jednotky Rjóiči Naito.
Alespoň nějaké tresty obdrželi pouze ti, kdo byli zajati sovětskými vojsky a souzeni v SSSR, potažmo předáni k potrestání orgánům Čínské lidové republiky. Poměrně mírné (na sovětské poměry) tresty, jež byly vyneseny v Chabarovsku, nasvědčují, že nakonec i s Rusy členové Jednotky 731 spolupracovali a přinejmenším nějaké údaje ze svého výzkumu jim poskytli – což následně zřejmě bylo využito v sovětském programu vývoje biologických zbraní.